# Общество российско-чеченской дружбы
«Общество российско-чеченской дружбы» — неправительственная организация, признанная российским судом экстремистской, действовавшая в России с 2000 по 2006 год. С 2007 года зарегистрирована в Финляндии. Публикует информацию о нарушениях прав человека в Чеченской Республике, а также в других республиках Северного Кавказа, критикует действия российской власти. Исполнительным директором является Станислав Дмитриевский.
В январе 2005 года было возбуждено уголовное дело в связи с публикациями в газете «Правозащита» обращений сепаратистов Аслана Масхадова и Ахмеда Закаева, с призывами к разрешению чеченского конфликта мирным путём, которые содержали резкую критику действий российского руководства (в частности, Владимира Путина), а также российской армии. Основанием послужила статья 15 закона «О противодействии экстремистской деятельности».
15 августа 2005 года инспекция Федеральной налоговой службы вынесла решение о взыскании налога на прибыль со средств, полученных организацией за последние три года. По данным налоговой службы, организация должна была уплатить налог и пеню в размере 1 миллиона рублей. В связи с этим было возбуждено другое уголовное дело (ч. 1 ст. 199 УК РФ «Уклонение от уплаты налогов и (или) сборов с организации, совершенное в крупном размере»).
3 февраля 2006 года Дмитриевский был признан виновным в разжигании межнациональной розни (пункт «б» ч. 2 ст. 282 УК РФ) и осуждён к двум годам лишения свободы условно. В октябре 2006 года прокуратурой Нижегородской области был предъявлен иск о закрытии организации. Суд удовлетворил иск прокуратуры.
Решение суда подверглось критике со стороны ряда журналистов, российских и международных правозащитных организаций. Организация Amnesty International осудила решение суда. По словам самого Дмитриевского, после решения суда в организацию вступило около 20 депутатов Европарламента в знак поддержки.
В январе 2007 года Верховный суд России признал законным решение Нижегородского областного суда о ликвидации общества.
В 2006 году Обществу российско-чеченской дружбы была вручена премия имени Герда Буцериуса «Свободная пресса Восточной Европы». В том же году самому Дмитриевскому и его сотруднице Оксане Челышевой в Лондоне вручили специальную награду «Международной амнистии» за правозащитную журналистику в опасных условиях.
30 октября 2007 года «Общество российско-чеченской дружбы» было официально зарегистрировано в Финляндии. Председателем общества избран Станислав Дмитриевский, его заместителем — финская правозащитница Ева Мартинсон. Пресс-секретарь ОРЧД — Оксана Челышева, исполнительный директор Нижегородского фонда в поддержку толерантности.
В 2013 году российские суды двух инстанций отказали прокуратуре в признании экстремистской книги «Международный трибунал для Чечни», выпущенной Нижегородским фондом в поддержку толерантности и ОРЧД в 2009 году.